# 堀野文禄
堀野 文禄（ほりの ぶんろく、1870年2月 - 1936年9月14日）は、明治時代の出版業者、江戸文化の研究家。本名は堀野与七。通称は浅次郎。京の藁兵衛（京の童のもじり）、東三華、文禄などの号がある。狂歌では「御山の苔松」、長唄松齢会では井筒清之丞と名乗っていた。

## 略伝
日本橋榑正町（江戸橋3丁目、日本橋東中通）にあり、江戸時代からの老舗の紅屋である花田屋に生まれる。坂本小学校に通っていたが中途でやめさせられ、小僧として他の商家に勤める。17歳の時に父が病気になったので、実家に帰り紅製造に従事する。「寒紅や榑正町の人通り」と俳句に詠まれるくらい繁盛したという。ところが読売新聞へ雑文を投書したのをきっかけに小説・戯作・川柳に凝るようになり、ついに1888年（明治21年）頃、同好の仲間と「自笑酔誌」を刊行し、続いて月刊雑誌「一分線香」を発行するまでになった。同じ頃に顧問として落語家の三遊亭圓朝と小説家の尾崎紅葉を迎えて書肆文禄堂を構え、出版業を始め、1912年（明治45年）には東光印刷合資会社を起こし代表社員となっている。晩年は講釈師の初代・悟道軒圓玉（浪上儀三郎）のもとへ通って資料の調査などを手伝い、長唄や雑俳を楽しむ毎日だった。胃がんで生涯の幕を閉じ、本郷湯島両門町の講安寺に葬られる。

## 文禄堂
文禄堂は自分で編集した『日本五大噺』『滑稽類纂』という大冊や、硯友社に関係のある作家の作品を出版するのだが、渋くて凝った趣味の書籍が多く、「道楽が商売か、商売が道楽か」と評されていた。書誌学者で江戸文芸の研究家だった森銑三は文禄堂の出版物のうち『当世名家蓄音機』を例にして、装幀の趣味の良さ、口絵や挿絵の豊富なこと、文禄が筆をとった巻末の広告文が妙文であることを褒め、「文禄堂主人の面目躍如たるものがある」と評した。昔話の絵葉書を発行するなど、時代に先駆けた試みもある。
熊田葦城『洋行土産赤毛布』、大町桂月『月のしづく』は、文禄堂の出版物の中でも特に売れ行きがよかったという。

## 性格と交友
趣味が多く遊び好きと思われていたが、若い頃から真面目で温厚、冗談口の一つも利かない江戸っ子であった。尾崎紅葉や江見水蔭、野崎左文、山本笑月のような文筆家だけではなく、長唄の家元・芳村伊三郎（7代目）や画家の中村不折など交友の幅は広い。
新潮社が業績不振の時に川上眉山『ふところ日記』の紙型を買ったところが、眉山が自殺したために飛ぶように本が売れた。眉山の遺族が香典返しにその本を使いたいと頼むと、「いくらでもどんどんお持ちください」と渡してあげるといった義理堅いところもあった。